# آنا ماریا کراسنوولسکا
آنا ماریا کراسنوولسکا (متولد ۱۹۴۹) ایران‌شناس لهستانی است.

## آثار
- الکساندر چودزکو (۱۸۹۱–۱۸۰۴) و شعرهای «شرقی» وی
- از این در و از آن
- Historia Iranu
- در مشرق زمین که نور بخشنده …: به افتخار آندره پیسوویچ
- کنفرانس بین‌المللی مطالعات کردی، ۱۷–۱۹ مه ۲۰۰۴
- ایرانشناسی کراکوف، یادنامه وادیسلاو دولوبا
- Irańskie drogi do nowoczesności: پروژه، ایده، آشکار
- Języki orientalne w przekładzie.
- کیت - ab al-Ins - یک ال K - آمیل
- Księga o człowieku doskonałym: (wybór traktatów)
- ایران‌شناسی قرون وسطایی و مدرن: مقالات ششمین کنفرانس اروپایی مطالعات ایران، که در وین در تاریخ ۱۸–۲۲ سپتامبر ۲۰۰۷ توسط Societas Iranologica Europaea برگزار شد.
- یادداشت‌هایی در مورد حمله افغانستان به مرزهای ایران از سال ۱۱۳۴ تا سال ۱۱۳۷
- زبان‌های شرقی در کنفرانس ترجمه که توسط مؤسسه فلسفه شرقی، دانشگاه جاگلونی و کمیته شرقی آکادمی علوم لهستان، شعبه کراکو، ۲۰ تا ۲۱ مه ۲۰۰۲ برگزار شد
- پیامبر خضر الیوس در اعتقادات رایج ایرانی، : با برخی قرینه‌های اسلاوی